# Jamie Ashdown
Pour les articles homonymes, voir Ashdown.
Jamie Lawrence Ashdown est un footballeur anglais né le 30 novembre 1980 à Reading en Angleterre. Il évolue actuellement comme gardien de but.

## Carrière
- 2000-2004  :  Reading FC
  - 2002 :  AFC Bournemouth (prêt)
  - 2003-2004 :  Rushden & Diamonds FC (prêt)
- 2004-2012  :  Portsmouth FC
  - 2006 :  Norwich City FC (prêt)
- 2012-2014 :  Leeds United.
- 2014 - :  Crawley Town

## Palmarès

### Portsmouth
- 2008 : Vainqueur de la FA Cup